# Le Miroir de Venise
Le Miroir de Venise er en fransk stumfilm fra 1905 af Georges Méliès.